# ابن مكانس
عبد الرحمن بن عبد الرزاق بن إبراهيم، أبو الفرج، فخر الدين، المعروف بابن مكانس: وزير، وشاعر، مصري. حنفي المذهب. أصله من القبط ولد بالقاهرة، وولي نظارة الدولة بمصر، ثم تولى في آخر عمره وزارة دمشق، وعزله السلطان الظاهر برقوق واستدعاه منها، فتُوفي، قبيل وصوله إلى القاهرة. ودفن بها. له ديوان إنشاء جمعه ابنه مجد الدين، وديوان شعر واللطائم والأشناف في دار الكتب، وأرجوزة على نسق الصادح والباغم.